# Michael Chamchian
Michael Chamchian  (arménien : Միքայէլ Չամչեան), né le 4 décembre 1738 à Constantinople (Empire ottoman) et mort le 30 novembre 1823 dans cette même ville, connu également en anglais sous le nom de Michael Chamich, est un moine mékhitariste arménien, historien, grammairien et théologien. Il est connu pour avoir écrit une histoire complète de l’Arménie en trois volumes.

## Biographie

### Jeunesse
Michael Chamchian (dont le nom de baptême est Karapet) naît à Constantinople le 4 décembre 1738, d'Abraham Chamchian. Il reçoit son éducation primaire dans les écoles catholiques de Constantinople, puis est formé comme joaillier par un parent éloigné, le joaillier impérial et amira Michael Chelebi Duzian. Bien que Chamchian acquiert une renommée en tant que bijoutier et voit l'opportunité de rejoindre Duzian en tant que partenaire commercial à part entière, il décide d'abandonner la vie laïque et de rejoindre la congrégation mékhitariste. En mars 1757, Chamchian part pour le monastère des Mékhitaristes sur l'île de San Lazzaro degli Armeni à Venise avec une lettre de recommandation des pères mékhitaristes Michael Sebastatsi et Mkrtich Ananian et entre à l'académie monastique mékhitariste. Il prononce ses vœux monastiques en 1759 et prend le nom de Michael en l'honneur de Michael Sebastatsi. Le frère aîné de Chamchian, Hakobos, est également un moine mékhitariste. Après avoir obtenu son diplôme de l'académie en 1762, il est ordonné prêtre et devint professeur au monastère de San Lazzaro,. C'est à cette époque que Chamchian commença à faire des recherches et à collecter des matériaux pour ses futurs écrits, bien que ce travail est interrompu en 1769 lorsque l'abbé Stepanos Melkonian l'ordonne vardapet, ce qui l'envoie mener des activités missionnaires et s'occuper des besoins spirituels de la communauté arménienne catholique de Bassora.

### Voyages et production littéraire
Au cours de son mandat de missionnaire, Chamchian visite diverses communautés arméniennes au Proche-Orient et recherche des manuscrits arméniens – sur l'histoire de l’Arménie en particulier. Il essaie de les acquérir ou de les copier pour les envoyer à San Lazzaro. Chamchian retourne à Venise en 1775 en raison de sa mauvaise santé, aggravée par le climat et l'épidémie de peste à Bassora, et enseigne aux novices cherchant à rejoindre la Congrégation mékhitariste. En 1779, il publie sa Grammaire de la langue arménienne (Քերականութիւն Հայկազեան լեզուի) qui est considéré comme le meilleur manuel de grammaire arménienne classique existant pendant près d'un siècle et se voit ainsi largement utilisé dans les écoles arméniennes. La grammaire de Chamchian est la première à rejeter l'influence latine sur la grammaire arménienne, en se basant sur l'étude de textes arméniens classiques sélectionnés du Ve siècle au XIIIe siècle,.

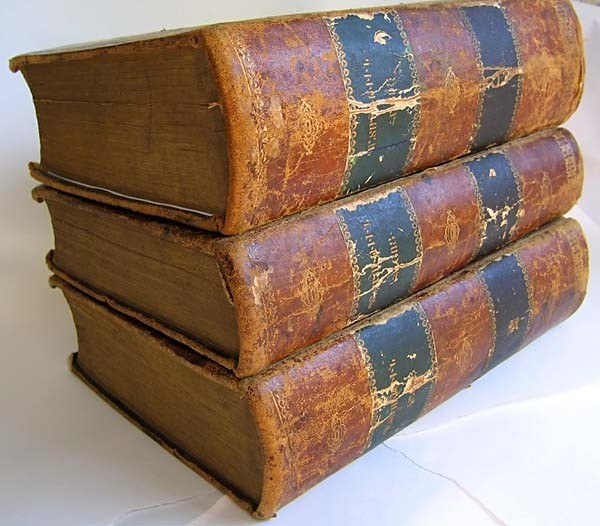
Les trois volumes de l'Histoire de l'Arménie.

De 1785 à 1788, il publie son monumental ouvrage en trois volumes Histoire de l'Arménie (Պատմութիւն Հայոց, souvent datée de manière inexacte de 1784-1786).  Dans cet ouvrage, Chamchian cherche à présenter une histoire complète de l'Arménie depuis la Création jusqu'à son époque en utilisant diverses sources arméniennes et étrangères. Il est méticuleux dans la rédaction de l'histoire, apportant fréquemment des modifications et des ajouts et retardant la publication finale des volumes afin de consulter davantage de sources au fur et à mesure qu'elles lui sont accessibles. L'œuvre de Chamchian devient l'histoire de l'Arménie la plus populaire pendant près de cent ans. Il a ainsi une grande influence parmi les Arméniens de cette époque et est crédité du renforcement du sentiment d'identité nationale arménienne. Il lui est par ailleurs reproché de ne pas avoir abordé de manière critique nombre de ses sources et d'avoir « fréquemment accepté de simples légendes comme des faits solides ». L'Histoire est divisée en périodes selon les dynasties arméniennes au pouvoir et les périodes de domination étrangère. Chamchian fournit une chronologie des patriarches arméniens légendaires (en utilisant comme source celle établie par Moïse de Khorène dans son Histoire de l'Arménie), datant la bataille de Haïk avec Belus, et donc la formation du peuple arménien, à 2107 av. J.-C.. Il est également la source de la date traditionnellement acceptée de la christianisation de l'Arménie en 301 après J.-C.. Une version abrégée de l'Histoire de Chamchian est publiée en 1811 et ensuite traduite en anglais et en turc.

### Fin de vie
L'immense travail d'écriture et de publication de l'Histoire de l'Arménie a des conséquences néfastes sur la santé de Chamchian et, en 1789, il est renvoyé de son poste d'enseignant pour partir en convalescence dans des sanatoriums en Autriche et enHongrie. Il se rend d'abord à Trieste, puis dans la ville transylvanienne d'Ibașfalău (Bashbalov ou Yeghisabetupolis en arménien, aujourd'hui appelée Dumbrăveni) où se trouve une importante communauté arménienne et où il réside jusqu'en avril 1790. Pendant son séjour à Ibașfalău, Chamchian contribue grandement au développement de l'école arménienne locale et élabore un projet de création d'internats arméniens. Malgré les supplications de la communauté arménienne locale pour qu'il reste, Chamchian retourne à Venise après avoir recouvré sa santé. Son œuvre majeure suivante fut un commentaire sur le Livre des Psaumes (Meknutiun Saghmosats, 10 volumes), et la plupart de ses œuvres de cette période portent sur des sujets religieux et théologiques. Il est à nouveau renvoyé de Venise pour des raisons de santé, vers sa ville natale, Constantinople, au début de 1795. Chamchian y agit en tant que représentant mékhitariste de haut rang et reprend ses activités d'écriture historique et d'éducation. Chamchian retourne brièvement à Venise en 1800 pour participer à l'élection du nouvel abbé du monastère de San Lazzaro après la mort de l'abbé Stepanos. Bien que les moines mékhitaristes tentent de garder Chamchian à Venise en le nommant superviseur de l'école monastique, il retourne à Constantinople à la demande de la communauté arménienne catholique de la ville. Au cours de ses dernières années à Constantinople, Chamchian, avec d'autres Mékhitaristes, prend des mesures pour apaiser le conflit entre les catholiques arméniens et l'Église apostolique arménienne, bien que ces efforts ne recoivent le soutien ni de Rome, ni du Catholicossat arménien. Chamchian meurt à Constantinople le 30 novembre 1823 à l'âge de 86 ans.